# 디미트리스 디아만타코스
디미트리오스 "디미트리스" 디아만타코스(그리스어: Δημήτριος "Δημήτρης" Διαμαντάκος, 1993년 3월 5일, 피레아스 ~)는 그리스의 축구 선수로, 현재 리갓 하알의 클럽 FC 아슈도드에서 공격수로 활약하고 있다. 그는 대개 "스파르타인" (Η Σπαρτιάτη)으로 수식되곤 한다.

## 클럽 경력

### 올림피아코스
디아만타코스는 아트로미토스 피레아스에서 축구를 시작하였고, 2009년에 올림피아코스의 유소년팀으로 이적하였다.

### 임대 생활
2012년, 그는 수페르리가 엘라다의 파니오니오스로 임대되었다. 2013년 1월, 그는 아리스에 임대로 합류하였다. 그는 13경기에 출전했으나 한골도 넣지 못하였다. 2013년 6월, 그는 에르고텔리스에 임대로 합류하였다. 그는 25경기에 출전하여 9골을 넣어 데뷔 이래 최고의 개인 성적을 냈다.

### 올림피아코스 복귀
2014년 8월 23일, 디아만타코스는 니키 볼로스와의 수페르리가 엘라다 홈경기에서 올림피아코스 데뷔전을 치렀으며, 같은 경기의 28분에 근접한 위치에서 첫골도 기록했다.

## 국가대표팀 경력
디아만타코스는 마니아테스 (마니반도 사람)이다. 그는 그리스 U-19 국가대표팀일원으로 2012년 UEFA U-19 축구 선수권 대회에 참가해 준우승을 거두기도 했다.